# 陷月鸟蛤
陷月鸟蛤（学名：Lunulicardia retusa），又名三角雞心蛤及曲顶心鸟蛤，是鳥蛤目鳥尾蛤科脊鳥蛤亞科陷月鸟蛤属的一個种。

## 分佈
原產於印度次大陸，分布于中国大陆、台湾，常栖息在水深29－35米。舊屬心鳥蛤屬，今屬Lunulicardia屬。主要分佈於印度洋的波斯灣及南中國海的廣西潿洲島、海南島新盈港、三亞。

## 棲息地
本種為暖海性種類，生活於低潮線及淺海細沙質的海底。